# روبرت آمیرخانیان
روبرت بابکنی آمیرخانیان (ارمنی: Ռոբերտ Բաբկենի Ամիրխանյան؛ انگلیسی: Robert Amirkhanyan زادهٔ ۱۶ نوامبر ۱۹۳۹) یک آهنگساز و ترانه‌سرا اهل ارمنستان است.

## زندگی‌نامه
وی در ۱۶ نوامبر ۱۹۳۹ در ایروان به دنیا آمد و از کنسرواتوار دولتی کومیتاس ایروان فارغ‌التحصیل گشت. وی برنده جوایزی همچون هنرمند مردمی ارمنستان شوروی و نشان مسروپ ماشتوتس شد. وی استاد کنسرواتوار دولتی کومیتاس ایروان است.

## نگارخانه

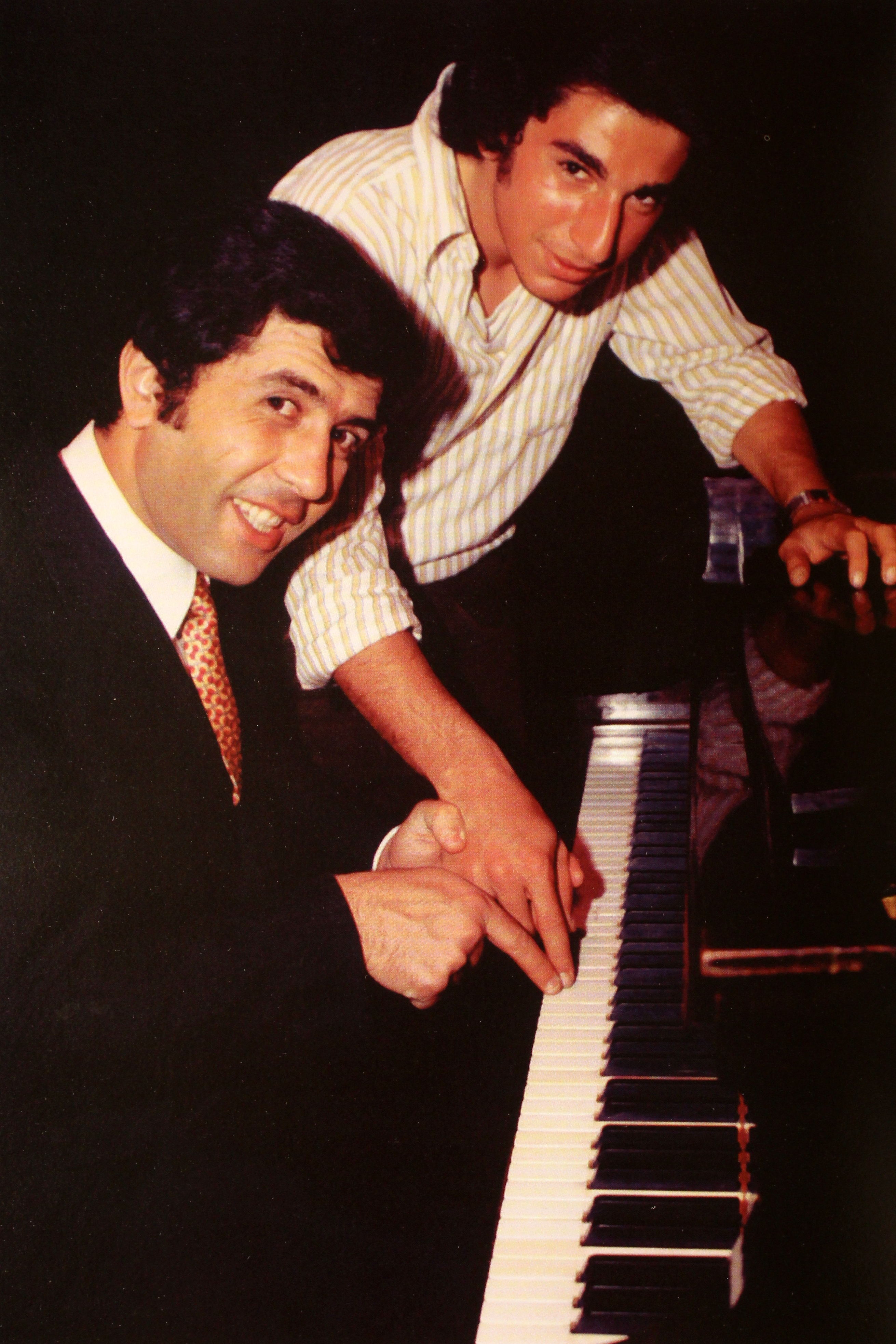
روبرت آمیرخانیان و سارمن هوسپیان